# Dana Cojocea
Dana Elena Cojocea (vormals Dana Plotogea; * 30. September 1981 in Brașov, Kreis Brașov) ist eine rumänische Biathletin.
Dana Cojocea lebt in Bran und startet für S.C. Dinamo Brașov. Die Lehrerin betreibt seit 1994 Biathlon und wird von Gheorghe Gârniță trainiert. Seit 1998 gehört sie zum rumänischen Nationalkader. Ihr internationales Debüt gab Cojocea noch ohne größere Erfolge 1999 bei den Juniorenweltmeisterschaften in Pokljuka. Zum Beginn der Saison 1999/2000 debütierte sie in Hochfilzen im Biathlon-Weltcup. Hier wurde sie 81. im Einzel. Es dauerte bis zu den Junioreneuropameisterschaften 2001 in Haute-Maurienne, bis sie erstmals mit vierten Plätzen im Einzel und mit der Staffel, sowie einem sechsten Platz im Sprint auf sich aufmerksam machte. Kurz darauf gewann sie bei den Juniorenweltmeisterschaften in Chanty-Mansijsk hinter Tatjana Moissejewa die Silbermedaille. Ihr sportlicher Höhepunkt der folgenden Saison 2001/02 war die Teilnahme an den Olympischen Winterspielen 2002 in Salt Lake City. Beste Platzierung war hier jedoch nur ein 55. Platz im Sprint, die Verfolgung musste sie vorzeitig beenden, da sie überrundet wurde.
Die Folgesaison brachte erstmals ein gutes Weltcupergebnis. Mit der rumänischen Mixedstaffel wurde Cojocea in Ruhpolding Fünfte. 2005 schaffte sie in Turin ihr bis dahin bestes Einzelergebnis in einem Einzelrennen, in dem sie 24. wurde. Schon im Jahr zuvor startete die Rumänin erstmals bei einer Weltmeisterschaft. Bestes Ergebnis in Oberhof war ein 39. Platz in der Verfolgung. 2007 in Antholz schaffte sie mit einem 25. Platz ihr bestes Ergebnis. Weniger gut verlief die WM 2008 in Östersund, wo Platz 62 im Sprint bestes Resultat wurde. Besonders gut verliefen hingegen die Biathlon-Weltmeisterschaften 2009 von Pyeongchang. In Südkorea lief Cojocea im Einzel auf den 50. Platz und wurde Achte mit der Staffel. Im Sprint erreichte sie als 16. ihr bestes internationales Ergebnis, die Verfolgung beendete sie als 35. Dana Cojocea nahm an den Olympischen Winterspielen 2010 teil. Ihr bestes Resultat war der 49. Platz im Sprint. Im April 2010 gewann sie die Verfolgung bei den rumänischen Biathlonlandesmeisterschaften in Piatra Arsă vor Éva Tófalvi.

## Biathlon-Weltcup-Platzierungen
Die Tabelle zeigt alle Platzierungen (je nach Austragungsjahr einschließlich Olympische Spiele und Weltmeisterschaften).
- 1.–3. Platz: Anzahl der Podiumsplatzierungen
- Top 10: Anzahl der Platzierungen unter den ersten zehn (einschließlich Podium)
- Punkteränge: Anzahl der Platzierungen innerhalb der Punkteränge (einschließlich Podium und Top 10)
- Starts: Anzahl gelaufener Rennen in der jeweiligen Disziplin

| Platzierung                      | Einzel | Sprint | Verfolgung | Massenstart | Staffel | Gesamt |
| -------------------------------- | ------ | ------ | ---------- | ----------- | ------- | ------ |
| 1. Platz                         |        |        |            |             |         |        |
| 2. Platz                         |        |        |            |             |         |        |
| 3. Platz                         |        |        |            |             |         |        |
| Top 10                           |        |        |            |             | 8       | 8      |
| Punkteränge                      | 1      | 5      | 3          |             | 30      | 39     |
| Starts                           | 34     | 82     | 32         |             | 30      | 178    |
| Stand: nach der Saison 2009/2010 |        |        |            |             |         |        |